# Hamberger Industriewerke
Koordinaten: 47° 50′ 44,9″ N, 12° 9′ 46,9″ O
Die Hamberger Industriewerke GmbH in Stephanskirchen bei Rosenheim fertigt in eigenständigen Unternehmensteilen Bodenbeläge und WC-Sitze. Zudem gehören zur Unternehmensgruppe ein Sägewerk, Land- und Forstwirtschaft und der Bereich Retail. Der Exportanteil des Unternehmens beträgt 50 %, der Export geht in 90 Länder.

## Geschichte

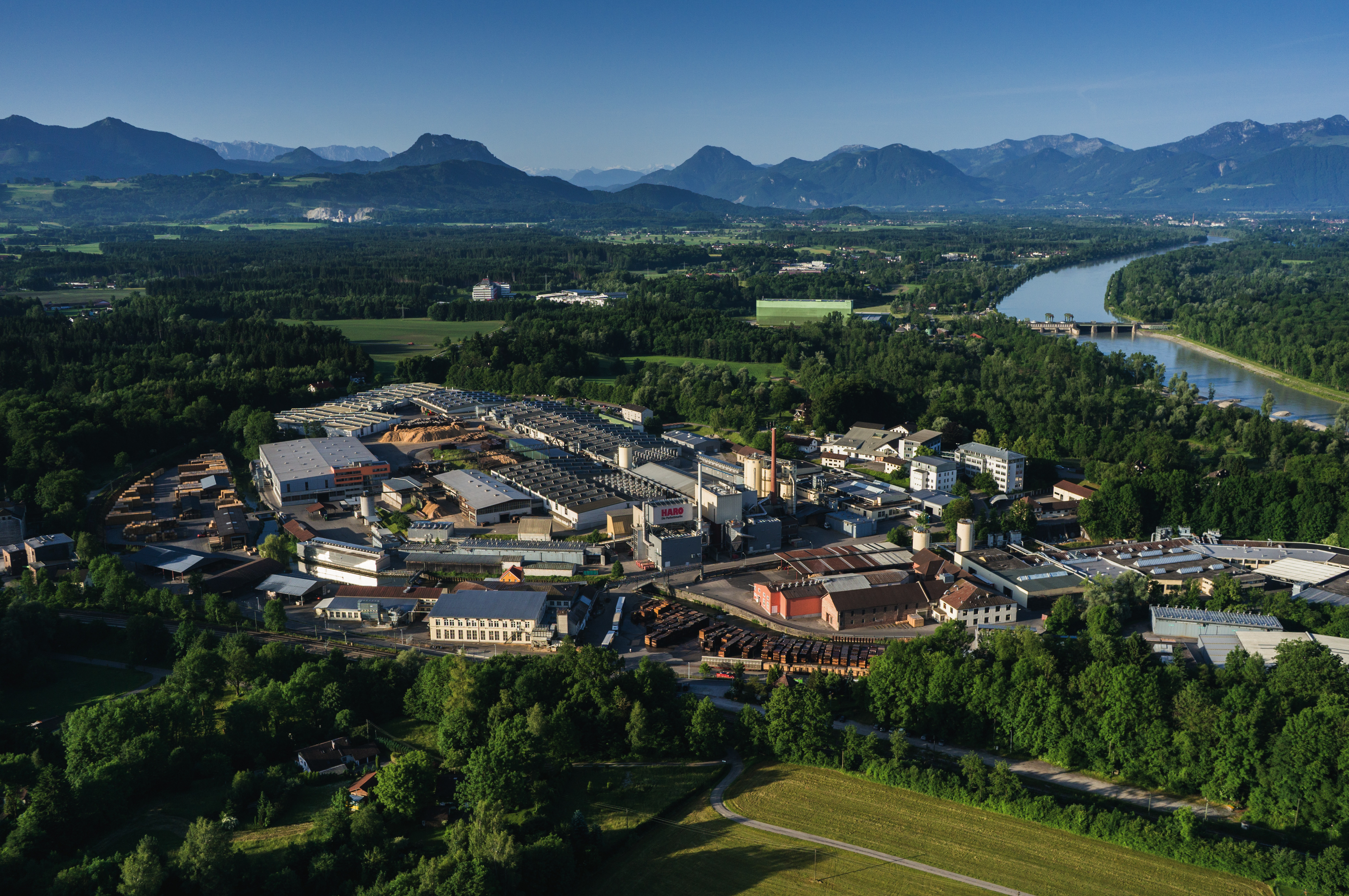
Hamberger Firmengelände

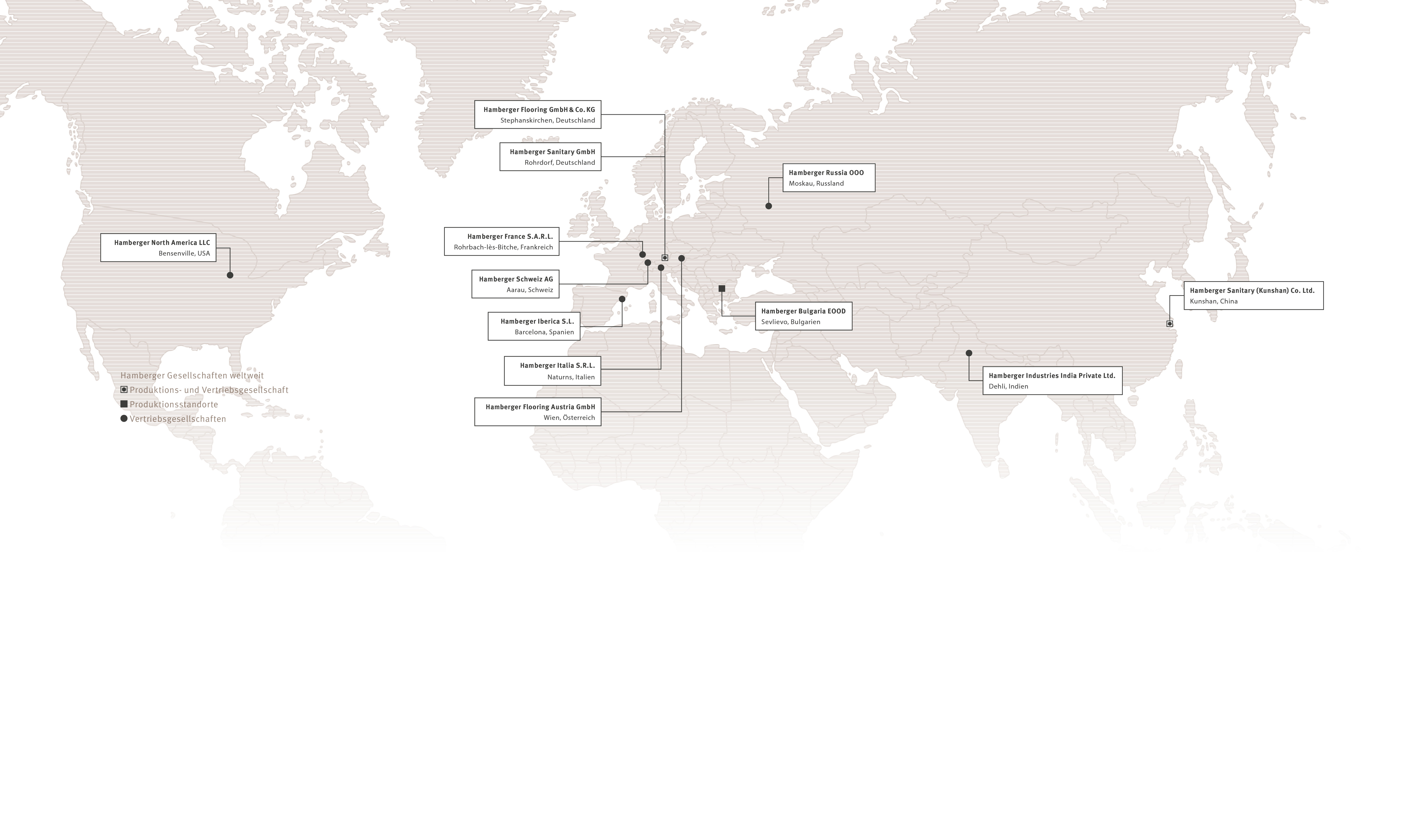
Hamberger Industriewerke Standorte 2019

Franz Paul Hamberger gründete im Jahr 1866 das Unternehmen im Stephanskirchener Ortsteil Ziegelberg. Neben der Zündholzproduktion wurde – anfangs zur Deckung des Eigenbedarfs – eine Ziegelei und später ein Sägewerk aufgebaut. Nach einem Brand wurde 1968 der Geschäftsbereich Ziegelei eingestellt und mit dem Fall des Zündwarenmonopols im Jahr 1983 ebenfalls die Produktion der Zündhölzer. Um hierfür die erforderlichen Absatzmöglichkeiten zu schaffen, ging Sebastian Hamberger nach München und gründete 1908 in der Orleansstraße eine Firma, aus der später der Hamberger Großmarkt entstand.
Von 1868 bis in die frühen 1920er Jahre hinein stellte die Hamberger Ölfabrik neben Wagenfetten sowie technischen Fetten und Ölen auch die „Hamberger Schuhwichse“ her. Im Inflationsjahr 1923 wurde dieser Geschäftszweig eingestellt. Ebenfalls heute nicht mehr produziert werden die Hamberger Hartholz-Wäscheklammern. In welchem Zeitraum diese genau gefertigt wurden, ist nicht bekannt. 1912 wurde mit der WC-Sitzfertigung ein weiterer Unternehmensbereich aufgebaut. Die heutige Wortmarke HARO – zusammengesetzt aus HAmberger und ROsenheim – wurde 1927 beim deutschen Reichspatentamt als Warenzeichen eingetragen.
1950 kam der Geschäftsbereich Mehrschichtparkett dazu und die Wortmarke „HARO-Parkett“ wurde als Warenzeichen eingetragen. 1958 wurde die Bodenbelags-Produktion um Sportböden und im Jahr 1987 schließlich um Laminatboden erweitert.
1976 öffnete der erste HARO-Baumarkt am Ziegelberg, dem in den folgenden Jahren zwei weitere Märkte in Rosenheim und Raubling folgten.
Das bestehende Wasserkraftwerk an der Sims wurde 1935 um ein Dampfkraftwerk ergänzt, um den Energiebedarf zu decken. Mittlerweile werden zwei Blockheizkraftwerke betrieben, die mit Holzabfällen aus dem Sägewerk und der Bodenproduktion Strom und Wärme produzieren. Neben der Versorgung des eigenen Unternehmens wird ebenfalls Strom ins öffentliche Netz eingespeist (ausreichend für ca. 20.000 Haushalte). 2016 wurde ein modernes Wasserkraftwerk installiert und in Betrieb genommen.
In den Jahren 1936 und 1978 wurde das Nadelholzsägewerk jeweils neu errichtet, um die Kapazität zu erhöhen. Im Jahr 1998 wurde es auf Laubholz umgestellt. 2007 wurde ein zweites Sägewerk in Kleinostheim bei Aschaffenburg in Betrieb genommen, welches aber aufgrund der geringeren Nachfrage nach heimischem Buchenholz im Jahr 2017 wieder geschlossen wurde.
Im Zuge der Internationalisierung wurden Vertriebsgesellschaften in Österreich, Frankreich, Spanien, der Schweiz, Indien, den USA, Russland und Italien gegründet. Seit 2003 betreibt Hamberger auch ein Produktionswerk für WC-Sitze im bulgarischen Sevlievo und seit 2012 ein weiteres WC-Sitz-Werk im chinesischen Kunshan in der Nähe von Shanghai.
Heute wird das Unternehmen in der vierten und fünften Generation von Peter Hamberger und Peter M. Hamberger geführt. Mit weltweit ca. 2.650 Mitarbeitern werden jährlich ca. 325 Mio. Euro umgesetzt. Die Hamberger Gruppe besteht insgesamt aus 21 rechtlich eigenständigen Firmen – davon neun im Ausland.

## Unternehmensbereiche
Die Hamberger Unternehmensgruppe gliedert sich in vier eigenständige und größtenteils rechtlich selbstständige Geschäftsbereiche. Neben den Unternehmensbereichen Hamberger Flooring (Bodenbeläge) und Hamberger Sanitary (WC-Sitze) umfassen die Hamberger Industriewerke noch die Bereiche Hamberger Retail (OBI-Baumärkte) sowie Land- und Forstwirtschaft (Gut Filzenhof).
Hamberger Flooring produziert am Unternehmensstandort Stephanskirchen Hartbodenbeläge für den Heimgebrauch, für gewerbliche Nutzung und Sportstätten.
Hamberger Sanitary ist der größte Hersteller von WC-Sitzen in Europa. Die verschiedenen Produktlinien von Hamberger Sanitary sind auf den Heimgebrauch (Homeline) und auf den Gebrauch in öffentlichen Bereichen, wie Pflegeeinrichtungen (Careline) zugeschnitten.
Die drei HARO-Baumärkte (Ziegelberg, Rosenheim, Raubling) sind als Hamberger Retail eine weitere Säule innerhalb der Hamberger Firmengruppe. Seit 1993 ist Hamberger OBI-Franchisenehmer.
Seit 1916 unterhält das Unternehmen einen eigenen landwirtschaftlichen Betrieb, das Gut Filzenhof. Zunächst widmete man sich der Milchviehaufzucht zur Versorgung der eigenen Mitarbeiter in den kargen Kriegsjahren und stellte Mitte der siebziger Jahre auf die Mast von Jungbullen um. Über den Hofladen am Gut Filzenhof werden Fleisch- und Wurstwaren direkt vermarktet. Daneben ist das Unternehmen auch durch seinen eigenen Forstbetrieb unmittelbar mit dem Rohstoff Holz verbunden.

## Auszeichnungen
- 2015: HARO Korkboden Corkett Arteo XL Eiche italica natur strukturiert (Holznachbildung) „Bestes Produkt des Jahres 2015“ in der Kategorie Bodenbeläge von Heimwerker Praxis[19]
- 2015: WC-Sitz Evolution, ausgezeichnet mit dem Red Dot Design Award 2015 und dem PLUS X AWARD 2015 in den Bereichen Design und High Quality[20]
- 2013: Woody Award für Parkett-Sonnenschutz sunProtect in der Kategorie „Innovatives Produkt“[21]
- 2005: WC-Sitz Malong, ausgezeichnet mit dem Red Dot Design Award 2005 und dem DESIGN PLUS Award[7]